# Leucochimona lagora
Espèce
Leucochimona lagora est une espèce d'insectes lépidoptères (papillons) appartenant à la famille des Riodinidae et au genre Leucochimona.

## Taxonomie
Leucochimona lagora a été décrit par Gottlieb August Wilhelm Herrich-Schäffer en 1853 sous le nom de Diophthalma lagora.
Synonyme : Mesosemia lagora Doubleday, 1847.

### Noms vernaculaires
Leucochimona lagora se nomme Lagora Eyemark ou Lagora Metalmark en anglais,.

## Description
Leucochimona lagora est un papillon à l'apex des ailes antérieures angulaire, blanc verdi orné de rayures grises parallèles à la marge. Aux ailes antérieures la bordure grise du bord externe est doublée d'une ligne grise en zigzag avec en son milieu un ocelle noir.

## Écologie et distribution
Leucochimona lagora est présent à Panama, au Nicaragua, en Guyane, Guyana, au Surinam, en Équateur, en Colombie et au Brésil,.

### Protection
Pas de statut de protection particulier.